# Komma
Pour plus de détails, voir Fiche technique et Distribution.
Komma est un film franco-belge réalisé par Martine Doyen, sorti en 2006. Le film est nommé pour la Semaine de la Critique à Cannes et fait partie de la sélection de la 46e semaine de la Critique au Festival de Cannes

## Synopsis
Un mythomane rencontre une amnésique. Une histoire d'amour improbable en forme de road-movie entre Bruxelles et la Bavière.

## Distribution
- Arno Hintjens
- Valérie Lemaître
- Édith Scob
- François Négret
- Amarante Pigla de Vitry d’Avencourt
- Charles Pennequin
- François Neycken

## Scénario
Martine Doyen et Valérie Lemaître

## Producteurs
Vincent Tavier, Philippe Kauffmann, Guillaume Malandrin, Jean-Luc Ormiere, Isabelle Filleul de Brohy. Avec l'aide du Centre du Cinéma et de l'Audiovisuel de la Communauté française de Belgique, Développé avec l'aide de Programme MEDIA de la Communauté Européenne, du Centre national de la cinématographie, de l'ANGOA-AGICOA et de la PROCIREP de la Région Poitou-Charentes. Avec la collaboration de la RTBF et BeTV.

## Distributeur
Distribution Belgique Cinéart. Ventes internationales Bavaria Film International.